# Góry Burejskie
Góry Burejskie (ros.: Буреинский хребет, Burieinskij chriebiet) – pasmo górskie w Rosji, w Kraju Chabarowskim i Żydowskim Obwodzie Autonomicznym, ciągnące się na długości ok. 400 km od doliny Amuru najpierw ku północy, a potem ku północnemu wschodowi, aż po źródła rzeki Burei. Najwyższy szczyt osiąga 2167 m n.p.m. Góry zbudowane z granitów, gnejsów, łupków oraz skał osadowych i efuzywnych. Zbocza pokryte lasami iglastymi i szerokoliściastymi, na południu u podnóży – dębowymi. U zachodnich podnóży w dolinie rzeki Burei znajduje się Burejskie Zagłębie Węglowe.
Na południowo-wschodnich zboczach gór znajduje się Rezerwat przyrody „Bastak”, a na północnych Rezerwat Burejski. 